# Hardt (Großaitingen)
Hardt ist ein Gemeindeteil der Gemeinde Großaitingen im bayerischen Regierungsbezirk Schwaben südlich von Augsburg im Landkreis Augsburg. Im Ort liegt Schloss Hardt.

## Gemeindezugehörigkeit
Das Dorf kam am 1. Mai 1978 von der ehemals selbstständigen Gemeinde Reinhartshofen zur Gemeinde Großaitingen.